# Spencer West
Spencer West (nascido em 7 de janeiro de 1981) é um palestrante motivacional americano e defensor da deficiência. West tornou-se amputado após nascer com agenesia sacral. Ele fala sobre como superar as adversidades e usa as redes sociais para defender o movimento de justiça para deficientes e a comunidade LGBT.

## Juventude e educação
Spencer West nasceu em 7 de janeiro de 1981, em Rock Springs, Wyoming, filho de Tonette e Kenny West. Ele tem uma irmã chamada Anne. West nasceu com  agenesia sacral, fazendo com que sua coluna e pernas não funcionassem adequadamente. Quando ele tinha três anos, suas pernas foram amputadas até os joelhos. As próteses não funcionaram, então os médicos removeram suas pernas quando West tinha cinco anos. Ele aprendeu a se movimentar usando as mãos e uma cadeira de rodas. West foi intimidado quando criança por causa de sua deficiência. Ele era líder de torcida na Rock Springs High School. Ele frequentou o Westminster College, onde se formou em comunicações.

## Carreira
West mudou-se para Phoenix, Arizona e trabalhou como gerente de operações em um salão e spa. Ele foi voluntário em uma redação de TV. Em 2008, West viajou para o Quênia com um amigo para apoiar o esforço de construção de escolas da Free the Children. A viagem inspirou West a compartilhar suas experiências pessoais como amputado. Ele se juntou ao ME to WE como embaixador. Por sugestão de Craig Kielburger, West escalou o Monte Kilimanjaro com seus amigos David Johnson e Alex Meers em junho de 2012. O trio arrecadou mais de US$ 500.000 em apoio à instituição de caridade Free the Children para fornecer água potável a 100.000 pessoas na África Oriental. West é um palestrante motivacional e compartilha sua história pessoal e médica. Ele fala em escolas e empresas sobre como superar adversidades. Após conhecer a cantora Demi Lovato em um evento beneficente, em 2014, West foi palestrante de abertura durante a Demi World Tour.
A pandemia de COVID-19 impactou os esforços de defesa de direitos de West; ele já havia viajado 200 dias por ano como palestrante. West conquistou seguidores no TikTok, onde posta sobre o movimento de justiça para deficientes e suas experiências pessoais como gay amputado.

## Vida pessoal
West reside em Toronto. Ele solicitou a cidadania canadense depois de morar lá por 4 anos. West tem cotovelo de tenista por usar os braços para andar. Ele é gay e defende membros com deficiência na comunidade LGBT.

## Obras selecionadas
- West, Spencer (2011). Standing Tall: My Journey (em inglês). [S.l.]: Greystone Books. ISBN 978-1-55365-952-5